# De Piennes franska kår
De Piennes franska kår, även benämnt Régiment du Roi, var en värvad kår inom svenska armén som verkade åren 1807–1809. Förbandet var förlagt i Stockholm.

## Historia
De Piennes Franska kår sattes upp 1807–1808 av den franske emigranten hertigen Louis-Marie-Céleste d'Aumont. Förbandet kallades också Régiment du Roi och bestod av några tiotal franska fångar tagna genom vapenstilleståndet vid Belägringen av Stralsund (1807) och av Gustaf IV Adolf ämnat till stomme för en fransk emigrantarmé mot Frankrike. Regementet blev aldrig fulltaligt och upplöstes 1809.

## Förbandschefer
- 1807–1809: Louis-Marie-Céleste d'Aumont